# Góra Parkowa (Bielawa)
Der Góra Parkowa (deutsch Herrleinberg, schlesisch Herlabarg) ist ein Berg im Südwesten von Polen.

## Lage und Umgebung
Der Góra Parkowa liegt ungefähr 55 km südwestlich von Breslau am Rande des Zentrums der Stadt Bielawa (Langenbielau) bei Dzierżoniów (Reichenbach im Eulengebirge (polnisch Góry Sowie, tschechisch Soví hory)) nahe der Grenze von Polen zu Tschechien. Der Berg ist 455 m hoch, auf ihm befinden sich ein Wolfgangturm genannter Aussichtsturm und ein Ski-Lift. Eine noch in der ersten Hälfte des 20. Jahrhunderts vorhandene Bergbaude existiert nicht mehr.

## Geologie
Wie das gesamte Eulengebirge ist auch der Góra Parkowa aus Gneis aufgebaut. Er entstand mit diesem ältesten Teilgebirge der Sudeten während des Hadaikums vor 4,5 Milliarden Jahren zu einem sehr frühen Zeitpunkt der Erdgeschichte am Grund des globalen Urozeans und nahm durch vulkanische Aktivität an Höhe zu. Die heutige Höhe wurde durch Erosion erreicht.

Aufstieg zum Herrleinberg (um 1925)

## Geschichte
Am Herrleinberg und in seiner Umgebung fand am 16. August 1762 die Schlacht bei Reichenbach statt.
Die Orte um den Góra Parkowa waren Schauplatz des in der Zeit des Vormärz besonders bekannt gewordenen Schlesischen Weberaufstands von 1844.

Baude auf dem Herrleinberg (um 1910)

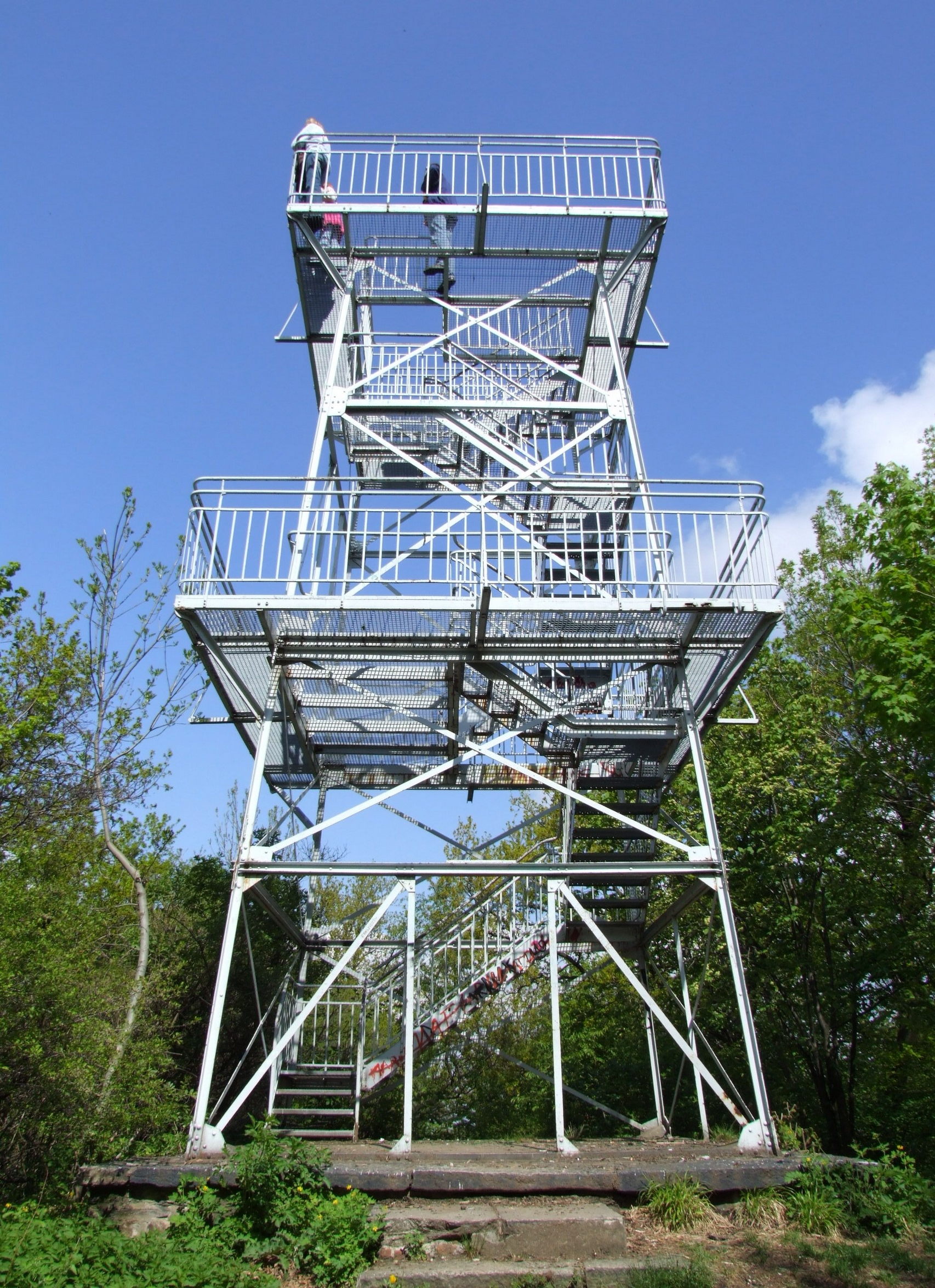
Aussichtsturm